# Grande Prêmio da Catalunha de Motovelocidade de 2006
O Grande Prêmio da Catalunha de 2006 foi 7ª etapa do mundial de MotoGP de 2006. Aconteceu no final de semana de 16 a 18 de Junho nos 4.627 km do Circuit de Catalunya.

## MotoGP
| Pos | No | Piloto            | Moto   | Voltas | Tempo/Diferença | Grid | Pontos |
| --- | -- | ----------------- | ------ | ------ | --------------- | ---- | ------ |
| 1   | 46 | Valentino Rossi   | Yamaha |        |                 | 1    | 25     |
| 2   | 69 | Nicky Hayden      | Honda  |        |                 | 7    | 20     |
| 3   | 10 | Kenny Roberts Jr  | KR211V |        |                 | 3    | 16     |
| 4   | 21 | John Hopkins      | Suzuki |        |                 | 2    | 13     |
| 5   | 5  | Colin Edwards     | Yamaha |        |                 | 12   | 11     |
| 6   | 71 | Chris Vermeulen   | Suzuki |        |                 | 4    | 10     |
| 7   | 6  | Makoto Tamada     | Honda  |        |                 | 15   | 9      |
| 8   | 7  | Carlos Checa      | Yamaha |        |                 | 16   | 8      |
| 9   | 77 | James Ellison     | Yamaha |        |                 | 18   | 7      |
| 10  | 66 | Alex Hofmann      | Ducati |        |                 | 17   | 6      |
| 11  | 30 | José Luis Cardoso | Yamaha |        |                 | 20   | 5      |

## 250 cc
- 1: Andrea Dovizioso
- 2: Jorge Lorenzo
- 3: Alex De Angelis
- 4: Roberto Locatelli
- 5: Alex Debon
- 6: Hiroshi Aoyama
- 7: Yuki Takahashi
- 8: Sylvain Guintoli
- 9: Anthony West
- 10: Martin Cardenas
- 11: Manuel Poggiali
- 12: Andrea Ballerini
- 13: Jules Cluzel
- 14: Arturo Tizon
- 15: Fabrizio Perren

## 125 cc
- 1:  Alvaro Bautista
- 2: Hector Faubel
- 3: Sergio Gadea
- 4: Mattia Pasini
- 5: Lukáš Pešek
- 6: Thomas Lüthi
- 7: Pablo Nieto
- 8: Gabor Talmacsi
- 9: Joan Olive
- 10: Fabrizio Lai
- 11: Nicolas Terol
- 12: Raffaele De Rosa
- 13: Aleix Espargaro
- 14: Manuel Hernandez
- 15: Lorenzo Zanetti